# Saná Gomes (labdarúgó, 1999)
Saná Gomes (Bissau, 1999. október 10. –) bissau-guineai válogatott labdarúgó, a Beroe Sztara Zagora játékosa kölcsönben a Debreceni VSC csapatától.

## Pályafutása

### Klubcsapatokban
Gomes a portugál Leiria akadémiáján nevelkedett és kezdte el felnőtt labdarúgó-pályafutását. 2017 és 2019 között a portugál élvonalbeli Bragaban igazolt labdarúgója volt, azonban mérkőzésen nem lépett pályára, kölcsönben portugál harmadosztályú csapatoknál szerepelt. 2020 és 2022 között az örmény élvonalbeli FC Noah csapatával kétszer bajnoki ezüstérmes, egyszer pedig kupagyőztes lett. 2022 júliusa óta a Debreceni VSC labdarúgója. 2023. január 30-án jelentette be a Loki, hogy a szezon végéig a bolgár Beroe Sztara Zagora csapatához adta kölcsönben.

### Válogatott
A bissau-guineai labdarúgó-válogatottban 2022. március 23-án debütált egy Egyenlítői-Guinea elleni barátságos mérkőzésen.

#### Mérkőzései a bissau-guineai válogatottban
| #  | Dátum             | Ellenfél             | Eredmény | Kiírás              | Esemény |
| -- | ----------------- | -------------------- | -------- | ------------------- | ------- |
| 1. | 2022. március 23. | Egyenlítői-Guinea    | 3 – 0    | barátságos mérkőzés |         |
| 2. | 2022. június 9.   | São Tomé és Príncipe | 5 – 1    | ANK-selejtező       | 85'     |
| 3. | 2022. június 13.  | Sierra Leone         | 2 – 2    | ANK-selejtező       | 57′     |

## Sikerei, díjai
FC Noah
- Örmény labdarúgókupa: 2019–20